# Simson S53
Simson S-53 – motorower produkcji niemieckiej po zjednoczeniu Niemiec. Jest to odświeżona wersja modelu S51. Powstał na bazie projektu z 1986 roku, do produkcji wprowadzono od 1990 roku. Produkcję zakończono w 2002 r.

## Modele S-53
Początkowo następcą modelu S51 miał zostać model S52, jednak pozostał on w fazie prototypu. Powstało kilka projektów, najbardziej znane to dwa egzemplarze będącymi eksponatami w Fahrzeugmuseum Suhl, model typu mokik oraz enduro. Zupełną nowością było zastosowanie tylnego zawieszenia z centralnym amortyzatorem, układu wydechowego z wbudowanym katalizatorem oraz zupełnie nowego wyglądu.
W 1989 roku, kiedy doszło do zjednoczenia Niemiec, fabryka była zmuszona szybko wprowadzić nowy model S53, aby móc konkurować z pojazdami dostępnymi wówczas na zachodzie.
W modelach S-53 / S-83 zmieniono przede wszystkim wygląd, sprawiając, że wygląda dużo nowocześniej. Na pierwszy rzut oka widoczną zmianą jest nowy zbiornik paliwa, siedzisko (znane z modelu SR50), nowy profil „boczków” (zamknięcia schowka), błotniki wykonane z tworzyw sztucznych w kolorze białym lub czarnym (pokrytym dodatkowo lakierem bezbarwnym), krótki tłumik. Zastosowano nową owiewkę wraz z prostokątnym reflektorem, zakrywa ona deskę rozdzielczą z licznikami oraz stacyjkę. Zgodnie z panującą modą usunięto bagażnik pozostawiając jedynie uchwyt pasażera. Okrągłe lampy zastąpiono prostokątnymi (z modelu SR50/1).
Zmiany objęły także poszczególne podzespoły motoroweru. Mimo że większość podzespołów pochodzi z poprzednio produkowanych modeli S51 i SR50, część z nich zostało zmienionych, na co należy zwracać uwagę podczas zakupu części zamiennych.
W nowych modelach podwyższono standard wyposażenia. Każdy model wyposażono w 4-biegową skrzynię przekładniową wraz z kontrolką biegu jałowego, elektroniczny bezstykowy układ zapłonowy (ze wzmocnionym kołem magnesowym – z dwoma okienkami), aluminiowe obręcze kół, dwa lusterka o średnicy 120 mm. Dotyczyło to także wersji N, gdzie w przeciwieństwie do starszych modeli zastosowano kierunkowskazy i akumulator. W wersjach wyposażonych w oświetlenie HS1 stosowano wyłącznie instalację elektryczną z funkcją świateł dziennych. Pojawiły się wersje z hamulcem tarczowym (CX oraz OR). W wersjach S-53 B, C, E jako opcja była dostępna szybka regulacja reflektora, w pozostałych wersjach S-53 oraz S-83 była ona w standardzie. W każdej wersji modelu S53 stosowano zamiennie dźwignię zmiany biegów oraz dźwignię rozrusznika lakierowaną proszkowo na czarno lub chromowaną.
Modele S-53 oraz S-83 były produkowane w kilku wersjach. Model S-83 był wyposażony w silnik o pojemności 70 cm³, osiągający prędkość maksymalną 75 km/h, w każdej wersji wyposażony we wzmocnienia ramy oraz tylną lampę z podświetleniem tablicy rejestracyjnej (od 1992 roku również w S53). W przypadku modelu S-53 prędkość maksymalna mogła wynosić 40, 50 lub 60 km/h, przeważnie sprzedawano modele o prędkości maksymalnej 50 km/h ze względu na nieuregulowanie przepisów różniących się w NRD, RFN i zjednoczonych Niemczech. Oficjalnie, od 1992 roku zakończyła się produkcja nieblokowanej wersji 60 km/h, wprowadzono nowy cylinder (50 km/h) o zmniejszonym o 10° kącie otwarcia okna wydechowego, w Niemczech sprzedawano wersję 50 km/h oraz wersję 40 km/h przeznaczoną na eksport.
Wersje przedprodukcyjne (z roku 1989) posiadały kilka różnic. Inne były naklejki (jeszcze pod logiem IFA), w wersji enduro zastosowano zupełnie nowy układ wydechowy (z oddzielonymi od siebie częścią rozprężną i częścią wyciszającą spaliny), stosowano także emaliowane kolanka wydechu oraz plastikowy korek wlewu paliwa o innym kształcie.
Słabą stroną modelu S-53 było wyposażenie akcesoryjne. Brak seryjnie montowanego tylnego bagażnika (jak to było w S51), brak dostępnych dodatkowych bagażników bocznych oraz kufrów zdecydowanie ograniczyło zdolności przewozu bagażu. Sytuacja zmieniła się wraz z wprowadzeniem modeli Alpha i Beta, do których można było założyć kufer boczny i centralny wraz z odpowiednimi stelażami. Motorower był jednak przystosowany do holowania przyczepki motorowerowej, montażu siedzenia dziecięcego oraz osłon nóg.
Łącznie w latach 1990–1994 wyprodukowano 10 500 egzemplarzy pierwszej serii modelu S53.

### Simson S-53 N (1990–1994)
Najuboższa wersja, wyposażona w podzespoły pochodzące z modelu S51/1. Zastosowano okrągłą lampę przednią z oświetleniem typu Bilux wraz ze standardowym bezstykowym układem zapłonowym 12V, bez funkcji świateł dziennych. Licznik oraz stacyjka pozostały takie same jak w S51.
Nie produkowano wersji S83 N.

### Simson S-53 B (1990–1994)
Wersja podstawowa „basic”, wyposażona już w nową owiewkę z elementem optycznym HS1 i instalacją elektryczną z funkcją świateł dziennych.

### Simson S-53 E (1990–1994)
Wersja „enduro”. Wyposażony w wysoko umieszczony błotnik przedni z tworzyw sztucznych, rurki wzmacniające ramę, wyższą kierownicę, wysoko umieszczony układ wydechowy z długim tłumikiem znanym z modelu S51 E, opony o innym bieżniku, tylne amortyzatory z 5-stopniową regulacją, prążkowane siedzenie, pokrywy silnika i cylinder lakierowane na czarno oraz podstawkę boczną. W modelu enduro zmieniono naklejki – na pokrywach schowka widniał napis „simson”, natomiast na zbiorniku paliwa pionowy napis „S53”. W niektórych modelach pokrywy bębnów hamulcowych również lakierowano na czarno.

### Simson S-53 C (1990–1994)
Wersja „comfort”. W porównaniu do modelu „B”, posiadał obrotomierz, tylne amortyzatory z 5-stopniową regulacją, prążkowane siedzenie, podstawkę boczną, pokrywy boczne silnika i cylinder lakierowane proszkowo na czarno. W niektórych modelach pokrywy bębnów hamulcowych również lakierowano na czarno.
Nie produkowano wersji S83 C.

### Simson S-53 CX (1991–1994)
Wersja „C” wyposażona w koła 16 cali odlewane ze stopów metali lekkich, wraz z przednim zawieszeniem firmy Marzocchi i hamulcem tarczowym o średnicy 220 mm. Zastosowanie hamulca tarczowego wymusiło również zastosowanie osprzętu kierownicy firmy Magura. Wprowadzono kilka zmian w kolorystyce pojazdu. Zbiornik paliwa, przednia owiewka, błotniki i pokrywy boczne schowka otrzymały kolor czerwony. Siedzenie, gumy przednich teleskopów oraz naklejki o zmienionym kształcie mają kontrastujący granatowy kolor. W przeciwieństwie do modelu S-53 C nie montowano stopki bocznej. Stosowano wyłącznie gaźniki firmy Bing.

### Simson S-53 OR (1992–1994)
Ulepszona wersja „E”, wersja „OR” (Off Road) została wyposażona w hamulec tarczowy, dłuższe przednie zawieszenie firmy Marzocchi, podniesione zawieszenie tylne (dłuższe wsporniki amortyzatorów w tylnym wahaczu), wysoko umieszczony przedni błotnik oraz koła o średnicy 17 i 19 cali. Ze względu na zwiększony prześwit, motorower wyposażono wyłącznie w podstawkę boczną o zwiększonej długości względem pozostałych modeli. Zastosowano kierownicę z poprzeczką wzmacniającą. Podobnie jak w modelu CX zastosowano osprzęt kierownicy firmy Magura, identyczny kształt naklejek, także motorower otrzymał dwubarwną biało-czerwoną kolorystykę, z tą różnicą iż rama otrzymała czerwony kolor. Ze względu na większe tylne koło, zastosowano inne przełożenie końcowe (14z/34z dla 50 km/h, 13z/34z dla 40 km/h). Stosowano wyłącznie gaźniki firmy Bing.

## Modele Alpha i Beta
W roku 1994 postanowiono ograniczyć liczbę dostępnych wersji na rzecz dwóch wersji, szosowej i terenowej. Dokonano liftingu przez zastosowanie większej przedniej owiewki, nowych kierunkowskazów produkcji włoskiej, nowego kształtu przedniego błotnika, obudowanie tylnej części nadwozia i zastosowanie ozdobnych osłon wzmocnień ramy. W każdej wersji stosowano wzmocnienia ramy oraz zapłon elektroniczny „electronic” przeznaczony do pracy z lampą halogenową HS1. Zastosowano mocowanie kolanka wydechu na sprężynach i półkolistym połączeniu, rozwiązując stare problemy z gwintem króćca wydechu cylindra. Nowe układy wydechowe pozbawiono całkowicie możliwości rozebrania. Niektóre modele wyposażano w napęd licznika z przedniego koła.
Podobnie jak w modelach Gamma nastąpiła radykalna zmiana kolorystyki pojazdów. Zastosowano kolorowe pokrowce siedzeń, osłony przednich teleskopów oraz pokrywy boczne schowka. Częściom aluminiowym (w tym silnikowi) nadano kolor srebrny lub czarny. Podobnie części metalowe ramy – tylny wahacz, wsporniki podnóżków pasażera oraz sprężyny tylnych amortyzatorów występowały w kolorze srebrnym lub czarnym.
Wszystkie modele Alpha wyposażono w bagażnik boczny umożliwiający zamontowanie bocznego kufra. Możliwe było dokupienie bagażnika bocznego na lewą stronę (dla wszystkich wersji). Dostępny był także stelaż kufra centralnego, przeznaczony również do modelu SR50 Gamma.
Wprowadzono również produkcję modeli w wersji „Mofa”, czyli jednoosobowych motorowerów o prędkości maksymalnej 25 km/h, spełniających warunki specjalnej kategorii prawa jazdy stosowanego w Niemczech i krajach zachodnich. Poza zastosowaniem kilku blokad utrudniających uzyskanie wyższych prędkości oraz zastosowania uboższego wyposażenia (skrzynia trzybiegowa, hamulec bębnowy na przedniej osi), w modelach tych dokonano kilku zmian konstrukcyjnych w wyniku zastosowania innego przełożenia układu przeniesienia napędu. Możliwe było zakupienie zestawu odblokowującego pojazd do 50 km/h umożliwiającego zmianę kategorii pojazdu jako zwykły motorower.

### Simson S-53 Alpha B (1994–1996)
Model podstawowy, następca modelu S-53 B. Wyposażony w szprychowane koła, przednie zawieszenie „Simson”, tylne amortyzatory bez regulacji oraz wygiętą dźwignię startera (jak w S50/S51).

### Simson S-53 M Alpha B (1995–1996)
Jednoosobowa wersja motoroweru z silnikiem zdławionym do prędkości 25 km/h. Wyposażenie identyczne jak w modelu S-53 Alpha B.

### Simson S-53 Alpha C
Następca modelu S-53 CX. Wyposażony w koła odlewane ze stopów lekkich, przedni hamulec tarczowy, tylne amortyzatory z pięciostopniową regulacją, prostą dźwignię startera, obrotomierz.

### Simson S-53 Beta (1994–1996)
Wersja enduro, następca modelu S-53 OR. Wyposażona m.in. w koła o średnicy 19 i 17 cali, obrotomierz, przedni hamulec tarczowy, dłuższe przednie zawieszenie firmy Marzocchi z pełnym tłumieniem hydraulicznym i wzmocnioną górną półką. W przeciwieństwie do starszego modelu S-53 OR, zastosowano nowy krótki tłumik. Cały silnik, łącznie z kadłubem polakierowano na czarno. W stosunku do modelu Alpha zmieniono niektóre osłony.

## Modele Habicht, Fighter, Sperber, Beach Racer
W roku 1996 przywrócono nazewnictwo modeli stosowanego wcześniej w serii SR 4. Dokonano kilku zmian konstrukcyjnych. Zastosowano napęd prędkościomierza z przedniego koła, sygnał dźwiękowy umieszczono pod zbiornikiem paliwa z przodu pojazdu. Wprowadzono elektroniczny układ zapłonowy firmy PVL, w nowszych modelach również firmy Vape. Zmodernizowano standardowe przednie zawieszenie teleskopowe wprowadzając możliwość zamocowania zacisku hamulcowego, zwiększono również nieznacznie średnicę rur nośnych (30,00 mm zamiast 29,65 mm). Wprowadzono nowe elementy resorująco-tłumiące tylnego zawieszenia z pięciostopniową regulacją napięcia wstępnego sprężyny. Zastosowano nowe zespoły przełączników i manetek firmy Domino. W nowszych modelach stosowano również nowe zespoły liczników firmy Facomsa, w wybranych modelach wyposażone w elektroniczne obrotomierze. Z wyglądu zmieniono kolorystykę nadwozia i nowe naklejki, przywrócono również w niektórych modelach elementy wyglądu sprzed liftingu (przednią owiewkę oraz przedni błotnik). Usunięto także z pokrywy silnika cyfrę oznaczającą liczbę biegów, oznaczenie „IFA” oraz „CONTROL OIL”.

### Simson Habicht 50 Basic (1996–2001)
Wersja podstawowa. Poza drobnymi zmianami konstrukcyjnymi, ze względu na zastosowanie starego typu osłon, wyglądem bardzo przypominał starszy model S-53 B. Model był dostępny w kolorze biało-srebrnym.

### Simson Habicht 25 (1996–2001)
Jednoosobowa wersja motoroweru z silnikiem zdławionym do prędkości 25 km/h. Został następcą modelu Alpha M w prawie niezmienionej postaci.

### Simson Habicht 50 (1996–2001)
Wersja standardowa będąca następcą modelu Alpha 50 B. Dostępne były modele w kolorze biało-srebrnym oraz ciemnoniebieskim.

### Simson Habicht 50 S (1997–1998)
Wersja będąca następcą modelu Alpha 50 C, wyposażona w przedni hamulec tarczowy i felgi odlewane ze stopu metali lekkich. Zastosowano nowe przednie zawieszenie Simson o skoku 150 mm oraz zastosowano tylne amortyzatory z trzystopniową regulacją.

### Simson Habicht 50 CX (2001–2002)
Model który miał na celu uzupełnienie gammy oferowanych motorowerów. Wersja będąca następcą modeli Habicht 50 S oraz S53 CX. Poza zmianami konstrukcyjnymi wprowadzonymi na przestrzeni lat, przez zastosowanie starego typu osłon, wyglądem bardzo przypominał starszy model S53 CX. Motorower otrzymał przednie zawieszenie o skoku 150 mm. Model był dostępny w kolorze niebieskim.

### Simson Fighter 50 (1999–2001)
Wersja enduro, zwana także jako Sperber 50 Fighter. Wyglądem przypominał stare S-53 E, lecz w przeciwieństwie do modelu „Beta”, w nowych modelach „Fighter” i „Beach Racer” przywrócono długi układ wydechowy znany z modelu S-51 E. Różnicą w stosunku do pozostałych modeli było zastosowanie kół o średnicy 17 cali z oponami o zwiększonym rozmiarze profilu. Motorower wyposażono jedynie w podstawkę boczną oraz otrzymał przednie zawieszenie o skoku 150 mm. Dostępne były modele w kolorze błękitnym, jasnozielonym oraz czerwonym.

### Simson Sperber 50 Basic (1996–1997)
Wersja enduro będąca następcą modelu S53 Beta. Główną różnicą było zastosowanie nowego zestawu wskaźników firmy Facomsa.

### Simson Sperber 25 Beach Racer (1998–2002)
Jednoosobowa wersja motoroweru z silnikiem zdławionym do prędkości 25 km/h.

### Simson Sperber 50 Beach Racer (1997–2002)
Wersja enduro, którą producent określił jako „Fun Bike”. Zastosowano koła o średnicy 19/17 cali oraz kierownicę z poprzeczką wzmacniającą. W przeciwieństwie do starszych wersji S53 OR i S53 Beta zastosowano hamulec bębnowy na przednim kole oraz zawieszenie przednie o skoku 150 mm. Dostępne były modele w kolorze czarnym oraz czerwonym.
Poniżej przykładowe zdjęcie modelu (z braku naklejek nie można określić jednoznacznie wersji motoroweru).

## Modele TS i SC
Ostatni rok produkcji przyniósł ostatnią modernizację motorowerów. Wyprodukowano niewiele egzemplarzy, ponieważ produkcję zakończyło bankructwo fabryki.
W pojazdach dokonano kilku zmian kosmetycznych. Zastosowano m.in. zestaw liczników z modelu MSA 50 Spatz, nowe kierunkowskazy, tylną lampę Hella, przełączniki na kierownicy marki Domino. Zainstalowano dodatkowe odblaski zgodne z nowymi przepisami. Zastosowano nowe koła z szerszymi felgami wykonanymi ze stali nierdzewnej. Na przednim kole zastosowano hamulec tarczowy, piastę firmy Grimeca i felgę o rozmiarze 1,60x16 cali. Tylne koło otrzymało felgę o rozmiarze 1,85x16 cali. Zmieniło się przełożenie wyprowadzenia napędu, zębatki 13z/36z oraz łańcuch napędowy dłuższy o dwa ogniwa. Ze względu na zmieniony sposób montażu większej zębatki tylnego koła zastosowano niepełną osłonę łańcucha, gumowe osłony łańcucha skrócone o połowę oraz klasyczną osłonę łańcucha montowaną na wahaczu. Przednie zawieszenie wyposażono w górną półkę z zaciskowym mocowaniem rur nośnych. W tylnym zawieszeniu zastosowano elementy resorująco-tłumiące firmy Bohemia oraz wahacz ze wspornikami amortyzatorów z dwoma otworami, umożliwiającymi zmianę wysokości tylnego zawieszenia. Wprowadzono nowy układ zapłonowy Vape A70-8 z elektroniczną blokadą prędkości maksymalnej. Wprowadzono tłumiki o nowym, sportowym kształcie, które w wersji 45 km/h wyposażono w katalizator.
Motorowery produkowano w pięciu kolorach: żółtym, zieleń wojskowa, czarnym, czerwonym oraz granatowym. Stosowano zestaw naklejek w kolorze czarnym i srebrnym.
Ze względu na zmianę przepisów i ograniczenie prędkości maksymalnej motorowerów do 45 km/h dokonano zmiany kilku podzespołów. W silniku M544-45 KF zastosowano nowy cylinder i głowicę, nowy rodzaj kolanka wydechowego, zmienione przełożenie końcowe, gaźnik Bing 17/14/1109 oraz elektroniczną blokadę prędkości polegającą na pomiarze prędkości zębatki łańcuchowej w silniku.
Produkowano także wersje.025 oraz.080, czyli kolejno mofę o prędkości maksymalnej 25 km/h oraz „osiemdziesiątkę” o pojemności 70 cm³ i prędkości maksymalnej 75 km/h.

### Simson.050 TS „Tourensport” (2002)
Model szosowy, o standardowym wyposażeniu. Zastosowano ogumienie szosowe Heidenau K63, na przednim kole 80/80 46J TL RF, na tylnym kole 90/80 52J TL RF. Pojazd wyposażono wyłącznie w podstawkę centralną.

### Simson.050 SC „Scrambler” (2002)
Wersja enduro. Zastosowano ogumienie terenowe Heidenau K41, na przednim kole 2,75-16 46M RF, na tylnym kole 3,25-16 55P RF. Zastosowano wzmocnienia ramy enduro, wysoką kierownicę z poprzeczką, przednią lampę z owiewką firmy Acerbis, wyżej umieszczony sportowy układ wydechowy oraz przedni błotnik. Pojazd wyposażono wyłącznie w podstawkę boczną.

## Silnik
Aby ograniczyć koszty produkcji, zastosowano sprawdzony silnik z modelu S51/SR50 – M533/M543 wyposażony w bezstykowy układ zapłonowy i czujnik biegu jałowego. W późniejszych modelach zapłon bezstykowy firmy PVL, a pod koniec produkcji zapłon bezstykowy firmy Vape. Wiele modeli z pierwszych dwóch lat produkcji posiadało zdławione silniki na różne wersje prędkości (40, 50 lub 60 km/h), dopiero w 1992 roku wprowadzono nowy typ cylindra i każdy model był sprzedawany w wersji 50 km/h. W tej wersji silnik osiąga moc 3,3KM przy 5500 obr./min i moment obrotowy 4,6Nm przy 3500 obr./min.
W przypadku modeli o prędkości maksymalnej 25 km/h dokonano wielu zmian mających na celu utrudnienie odblokowania silnika, m.in. uniemożliwiono dokonania montażu zwykłego cylindra oraz większej zębatki łańcuchowej w silniku. Blokada zębatki była stosowana również w wersjach 50 i 40 km/h.

## Szczegółowe dane techniczne
|                                    | Wariant prędkości                                                                            | Wariant prędkości                                                                            | Wariant prędkości                                                                            | Wariant prędkości                                                                            | Wariant prędkości                                                                            |
| 60 km/h (do 1992 r.)               | 50 km/h                                                                                      | 40 km/h (eksport)                                                                            | 25 km/h (S53 M)                                                                              | 75 km/h (S83)                                                                                |                                                                                              |
| ---------------------------------- | -------------------------------------------------------------------------------------------- | -------------------------------------------------------------------------------------------- | -------------------------------------------------------------------------------------------- | -------------------------------------------------------------------------------------------- | -------------------------------------------------------------------------------------------- |
| Silnik spalinowy                   | 2-suwowy, jednocylindrowy chłodzony powietrzem typ M531KF/M541KF, pojemność skokowa 50cm³    | 2-suwowy, jednocylindrowy chłodzony powietrzem typ M531KF/M541KF, pojemność skokowa 50cm³    | 2-suwowy, jednocylindrowy chłodzony powietrzem typ M531KF/M541KF, pojemność skokowa 50cm³    | 2-suwowy, jednocylindrowy chłodzony powietrzem typ M531KF/M541KF, pojemność skokowa 50cm³    | 2-suwowy, jednocylindrowy chłodzony powietrzem typ M742EFS, pojemność skokowa 70cm³          |
| Moc                                | 3,7 KM (2,72 kW) przy 5500 obr./min                                                          | 3,3 KM (2,4 kW) przy 5500 obr./min                                                           | 2,45 KM (1,8 kW) przy 4700 obr./min                                                          | 1,56 KM (1,15 kW) przy 4250 obr./min                                                         | 5,6 KM (4,1 kW) przy 6000 obr./min                                                           |
| Maksymalny moment obrotowy         | 5 Nm przy 4800 obr./min                                                                      | 4,64 Nm przy 3500 obr./min                                                                   | 3,7 Nm przy 4500 obr./min                                                                    | 3,45 Nm przy 2750 obr./min                                                                   | 6,7 Nm przy 5500 obr./min                                                                    |
| Zużycie paliwa                     | 2,4 l/100km przy 60 km/h                                                                     | 2,4 l/100km przy 50 km/h                                                                     | b.d.                                                                                         | 1,9 l/100km przy 25 km/h                                                                     | Średnie 2,5 l/100km ok. 3 l/100km przy 75 km/h                                               |
| Średnica cylindra                  | 38 mm                                                                                        | 38 mm                                                                                        | 38 mm                                                                                        | 38 mm                                                                                        | 45 mm                                                                                        |
| Skok tłoka                         | 44 mm                                                                                        | 44 mm                                                                                        | 44 mm                                                                                        | 44 mm                                                                                        | 44 mm                                                                                        |
| Stopień sprężania                  | 9,5:1                                                                                        | 9,5:1                                                                                        | 9,5:1                                                                                        | 9,5:1                                                                                        | 10,5:1                                                                                       |
| Kąt wyprzedzenia zapłonu           | 1,8 mm przed GMP (1,2 mm przed GMP w modelach.050 TS/SC 50 km/h)                             | 1,8 mm przed GMP (1,2 mm przed GMP w modelach.050 TS/SC 50 km/h)                             | 1,8 mm przed GMP (1,2 mm przed GMP w modelach.050 TS/SC 50 km/h)                             | 1,8 mm przed GMP (1,2 mm przed GMP w modelach.050 TS/SC 50 km/h)                             | 1,4 mm przed GMP                                                                             |
| Odstęp elektrod świecy zapłonowej  | 0,4 mm                                                                                       | 0,4 mm                                                                                       | 0,4 mm                                                                                       | 0,4 mm                                                                                       | 0,4 mm                                                                                       |
| Gaźnik                             | BVF 16N3-4 Bing 17/15/1103                                                                   | Bing 17/15/1105                                                                              | BVF 16N3-13 Bing 17/14/1107 Bing 17/14/1109 (NL)                                             | Bing 17/10/122                                                                               | BVF 16N3-5 Bing 17/15/1101                                                                   |
| Smarowanie                         | Mieszanka benzyny z olejem w stosunku 1:50 (1:33 w okresie docierania)                       | Mieszanka benzyny z olejem w stosunku 1:50 (1:33 w okresie docierania)                       | Mieszanka benzyny z olejem w stosunku 1:50 (1:33 w okresie docierania)                       | Mieszanka benzyny z olejem w stosunku 1:50 (1:33 w okresie docierania)                       | Mieszanka benzyny z olejem w stosunku 1:50 (1:33 w okresie docierania)                       |
| Przełożenie wał silnika – sprzęgło | 3,25 (20/65)                                                                                 | 3,25 (20/65)                                                                                 | 3,25 (20/65)                                                                                 | 3,25 (20/65)                                                                                 | 2,95 (21/62)                                                                                 |
| Skrzynia biegów                    | 4 biegi                                                                                      | 4 biegi                                                                                      | 4 biegi                                                                                      | 3 biegi                                                                                      | 4 biegi                                                                                      |
| Przełożenia skrzyni biegów         | 1 bieg – 4,4 (10/44) 2 bieg – 2,5 (16/40) 3 bieg – 1,89 (19/36) 4 bieg – 1,54 (22/34)        | 1 bieg – 4,4 (10/44) 2 bieg – 2,5 (16/40) 3 bieg – 1,89 (19/36) 4 bieg – 1,54 (22/34)        | 1 bieg – 4,4 (10/44) 2 bieg – 2,5 (16/40) 3 bieg – 1,89 (19/36) 4 bieg – 1,54 (22/34)        | 1 bieg – 4,4 (10/44) 2 bieg – 2,23 (17/38) 3 bieg – 1,54 (22/34)                             | 1 bieg – 4,4 (10/44) 2 bieg – 2,5 (16/40) 3 bieg – 1,89 (19/36) 4 bieg – 1,54 (22/34)        |
| Przeniesienie napędu               | łańcuch typ 086 (1/2" x 5,2), 110 ogniw (112 ogniw w.050 TS/SC 50 km/h)                      | łańcuch typ 086 (1/2" x 5,2), 110 ogniw (112 ogniw w.050 TS/SC 50 km/h)                      | łańcuch typ 086 (1/2" x 5,2), 110 ogniw (112 ogniw w.050 TS/SC 50 km/h)                      | łańcuch typ 086 (1/2" x 5,2), 118 ogniw (bez pełnej osłony łańcucha)                         | łańcuch typ 086 (1/2" x 5,2), 110 ogniw                                                      |
| Przełożenie wyprowadzenia napędu   | 2,67 (15/34)                                                                                 | 2,67 (15/34) (14/34 w wersjach OR)                                                           | 2,43 (14/34) (13/34 w wersjach OR)                                                           | 3,92 (13/51)                                                                                 | 2,125 (16/34) (15/34 w wersjach OR)                                                          |
| Hamulce                            | przód: bębnowe systemu Simplex 125 mm lub tarczowe 220 mm tył: bębnowe systemu Simplex 125mm | przód: bębnowe systemu Simplex 125 mm lub tarczowe 220 mm tył: bębnowe systemu Simplex 125mm | przód: bębnowe systemu Simplex 125 mm lub tarczowe 220 mm tył: bębnowe systemu Simplex 125mm | przód: bębnowe systemu Simplex 125 mm lub tarczowe 220 mm tył: bębnowe systemu Simplex 125mm | przód: bębnowe systemu Simplex 125 mm lub tarczowe 220 mm tył: bębnowe systemu Simplex 125mm |
| Pojemność zbiornika paliwa         | 8,7 l (w tym rezerwa 1 l)                                                                    | 8,7 l (w tym rezerwa 1 l)                                                                    | 8,7 l (w tym rezerwa 1 l)                                                                    | 8,7 l (w tym rezerwa 1 l)                                                                    | 8,7 l (w tym rezerwa 1 l)                                                                    |
| Masa                               | 78 – 90 kg w zależności od wersji                                                            | 78 – 90 kg w zależności od wersji                                                            | 78 – 90 kg w zależności od wersji                                                            | 78 – 90 kg w zależności od wersji                                                            | 78 – 90 kg w zależności od wersji                                                            |
| Dopuszczalna masa całkowita        | 260 kg                                                                                       | 260 kg                                                                                       | 260 kg                                                                                       | 210 kg                                                                                       | 260 kg                                                                                       |